# رکشابندان (فیلم)
رکشابندان (به هندی: Raksha Bandhan) یا پیوند حفاظت (به انگلیسی: The bond of protection) فیلمی هندی محصول سال ۲۰۲۲ و به کارگردانی آناند ال. رای است. در این فیلم بازیگرانی همچون آکشی کومار، بومی پدنکار، سادیا خاطب، ساهمجین کائور، اسمریتی سریکانات و دپیکا خانا ایفای نقش کرده‌اند.
عنوان فیلم اشاره به جشن رکشابندان دارد که به نوعی عهد و میثاق حمایت است، میان زنان و مردان که با بستن مچ بندی خاص به نام راکی از سوی زنان به دست مردان برگزار می‌شود.

## داستان
لالا کدارنات بزرگ‌ترین و تنها برادر از چهار خواهر به نام‌های گایاتری، دورگا، لاکسمی و ساراسواتی است.